# Gyula Futó
Gyula Futó (29 dicembre 1908 – 2 ottobre 1977) è stato un calciatore ungherese, di ruolo difensore.